# Der Silberkönig, 1. Teil - Der 13. März
Der Silberkönig. 1. Der 13. März è un film muto del 1920 prodotto e diretto da Erik Lund

## Produzione
Il film fu prodotto dalla Ring-Film GmbH (Berlin) e dalla Delta-Film GmbH (Berlin).

## Distribuzione
Distribuito dalla Orbis-Film, uscì nelle sale cinematografiche tedesche presentato in prima a Berlino il 26 agosto 1921 con il visto di censura del 30 luglio 1921.